# Edwardsiella carnea
Edwardsiella carnea is een zeeanemonensoort uit de familie Edwardsiidae. De anemoon komt uit het geslacht Edwardsiella. Edwardsiella carnea werd in 1856 voor het eerst wetenschappelijk beschreven door Philip Henry Gosse.

## Beschrijving
Edwardsiella carnea is een gravende zeeanemoon, doorschijnend lichtoranje van kleur, met witte of gele markeringen op de kolom onder de mondschijf. De langwerpige kolom is ongeveer 30 mm lang en 4 mm in diameter. De mondschijf kan een witte of gele kleur hebben. Deze soort kan grote lokale populaties vormen. De tentakels zijn lang en ook doorschijnend lichtoranje van kleur. Er kunnen er maximaal 36 zijn, maar over het algemeen zijn er slechts 28.

## Verspreiding
Edwardsiella carnea is bekend van de meeste Europese kusten van Zuid-Scandinavië, Noord-Frankrijk en mogelijk de Middellandse Zee. Plaatselijk overvloedig aan de westkust van Groot-Brittannië, af en toe in de Noordzee. Leeft vooral in gaten en spleten in rotsen, vaak in grote aaneenschakelingen. Hecht aan rotsen door plakplekken op de basis, die geen afgeplatte schijf vormen. E. carnea kan worden gevonden van halftij tot ondiepe sublitorale omstandigheden.